# Dirphya subjuvenca
Dirphya subjuvenca là một loài bọ cánh cứng trong họ Cerambycidae.